# Mark Proudkine
Mark Issaakovitch Proudkine (en russe : Марк Исаакович Прудкин), né le 13 septembre 1898 à Kline dans l'Empire russe et mort le 24 septembre 1994 à Moscou (Russie), est un acteur soviétique et russe.

## Filmographie partielle
- 1927 : Garçon de restaurant (Человек из ресторана) de Yakov Protazanov
- 1968 : Les Frères Karamazov (Братья Карамазовы) de Kirill Lavrov, Ivan Pyriev et Mikhaïl Oulianov
- 1976 : Les Douze Chaises (12 стульев) de Mark Zakharov
- 1984 : La Blonde au coin de la rue (Блондинка за углом) de Vladimir Bortko

## Récompenses et nominations

### Récompenses
- 1961 : Artiste du peuple de l'URSS